# ユマ郡 (アリゾナ州)
ユマ郡（英: Yuma County）は、アメリカ合衆国アリゾナ州にある郡である。人口は20万3881人（2020年）。郡庁所在地はユマである。

## 地理
アメリカ合衆国統計局によると、この郡は総面積14,294 km2 (5,519 mi2) である。このうち14,281 km2 (5,514 mi2) が陸地で13 km2 (5 mi2) が水域である。総面積の0.09%が水域となっている。
ユマ郡はカリフォルニア州とアメリカ＝メキシコ国境に接している。アメリカ合衆国に入国する大量の移民はユマ郡を通って不法入国している。2005年10月から7月まで、前年比46%増、外国国籍の124,400人がこの地域内で逮捕された (エコノミスト、2005年8月27日)。

## 人口動勢
2000年国勢調査で、この郡は人口160,026人、53,848世帯、及び41,678家族が暮らしている。人口密度は11/km2 (29/mi2) である。5/km2 (13/mi2) の平均的な密度に74,140軒の住居が建っている。この郡の人種的構成は白人68.28%、アフリカン・アメリカン2.22%、先住民1.64%、アジア0.93%、太平洋諸島系0.12%、その他の人種23.59%、及び混血3.22%である。人口の50.47%がヒスパニックまたはラテン系である。
この郡内の住民は28.90%が18歳未満の未成年、18歳以上24歳以下が10.00%、25歳以上44歳以下が25.60%、45歳以上64歳以下が18.90%、及び65歳以上が16.50%にわたっている。中央値年齢は34歳である。女性100人ごとに対して男性は102.00人である。18歳以上の女性100人ごとに対して男性は101.10人である。
この郡内の世帯ごとの平均的な収入は32,182米ドルであり、家族ごとの平均的な収入は34,659米ドルである。男性は27,390米ドルに対して女性は22,276米ドルの平均的な収入がある。この郡の一人当たりの収入 (per capita income) は14,802米ドルである。人口の19.20%及び家族の15.50%は貧困線以下である。全人口のうち18歳未満の27.90%及び65歳以上の8.70%は貧困線以下の生活を送っている。

## 都市及び町
市
- ユマ（郡庁所在地）
- サンルイス
- スマートン

町
- ウェルトン

国勢調査指定地域
- Fortuna Foothills